# FC Berna
El FC Berna es un equipo de fútbol de Suiza que juega en la 2. Liga, la sexta división de fútbol en el país.

## Historia
Fue fundado en el año 1894 en la capital Berna y han estado en más de 40 temporadas en la Superliga Suiza, en donde han disputado más de 700 partidos, de los cuales han ganado en más de 260 de ellos.
El club ganó la primera edición de la desaparecida Copa Och en 1921, el cual es la copa predecesora de la Copa de Suiza que se juega en la actualidad, aunque también ganó el título de la Serie A Suiza en la temporada de 1922/23, pero el torneo les fue arrebatado por poner a jugar a un jugador inelegible para el torneo en las rondas clasificatorias.

## Palmarés
- Copa Och: 2

1921, 1925

## Jugadores

### Jugadores destacados
| - Remo Burri - Roman Rohner - Gabriel Kocniecki - Marcel Werro - Rico Thalmann | - Jan Borgmann - Dario Isch - Sven Kredtke - Dardan Maksutaj - Marjan Belchev |